# Pericoma sicula
Pericoma sicula är en tvåvingeart som beskrevs av Quate 1955. Pericoma sicula ingår i släktet Pericoma och familjen fjärilsmyggor. Inga underarter finns listade i Catalogue of Life.